# Chukwudi Chukwuma
Chukwudi Chukwuma (* 27. května 1994, Benin City, Nigérie) je nigerijský fotbalový útočník a bývalý mládežnický reprezentant, od března 2017 hráč klubu SK Sokol Brozany.

## Klubová kariéra
Chukwudi Chukwuma od 12 let fotbalově vyrůstal v indickém klubu Sesa Football Academy, kde působil v trenérské funkci jeho otec Clifford Chukwuma. V roce 2010 se prosadil do A-mužstva.

### FK Teplice
V prosinci 2013 byl na testech v českém klubu FK Teplice díky kontaktu teplického trenéra Zdeňka Ščasného na Řeka Tassose Sioulase, který v Sesa FA působil jako technický ředitel (společně se znali z řeckého Panathinaikosu). Tassos Sioulas hráče doporučoval již v létě 2013, tehdy se testy ještě nerealizovaly. Proběhly až v prosinci 2013, Chukwudi odehrál přípravný zápas proti Meteoru Praha, v němž dal jeden gól (otevíral skóre utkání, v 9. minutě se uvolnil v pokutovém území a přesně vystřelil k pravé tyči) a dostal se i do dalších šancí. Teplice zvítězily 4:3. Díky svým výkonům získal čtyřletou smlouvu s Teplicemi a zároveň se stal prvním fotbalistou, který prošel fotbalovou akademií v Indii a získal kontrakt s klubem v některé z nejvyšších ligových soutěží v Evropě. V Gambrinus lize debutoval 2. března 2014 v zápase proti SK Sigma Olomouc (výhra 4:0), v němž nastoupil na hřiště v 79. minutě, kdy vystřídal Admira Ljevakoviće. Při své premiéře měl dvě gólové příležitosti, které ale neproměnil. Nekompletní sezonu 2013/14 v dresu Teplic zakončil s bilancí 7 ligových zápasů a 0 vstřelených branek.

## Reprezentační kariéra
Byl členem širšího kádru nigerijské reprezentace do 20 let.